# Homaluroides pilosulus
Homaluroides pilosulus är en tvåvingeart som först beskrevs av Becker 1912.  Homaluroides pilosulus ingår i släktet Homaluroides och familjen fritflugor.
Artens utbredningsområde är Texas. Inga underarter finns listade i Catalogue of Life.